# Cryptacanthodes maculatus
Cryptacanthodes maculatus är en fiskart som beskrevs av Storer, 1839. Cryptacanthodes maculatus ingår i släktet Cryptacanthodes och familjen Cryptacanthodidae. Inga underarter finns listade i Catalogue of Life.